# Вулиця Миколи Терещенка
Ву́лиця Мико́ли Тере́щенка — вулиця у Святошинському районі міста Києва, селище Перемога. Пролягає від вулиці Сім'ї Стешенків до вулиці Василя Верховинця. 

## Історія
Вулиця виникла у 50-ті роки ХХ століття під назвою Завулок № 5. Сучасна назва на честь українського поета М. І. Терещенка — з 1968 року.